# Zacharias Dische
Zacharias Dische (* 18. Februar 1895 in Sambor, Österreich-Ungarn; † 17. Januar 1988 in Englewood (New Jersey)) war ein österreichisch-US-amerikanischer Biochemiker.

## Leben
Zacharias Dische war ein Sohn des Kaufmanns Simon Dische und der Seraphine Reich, die ebenso wie Disches Schwester Celina (Cesia) und Disches Großmutter in einem deutschen Vernichtungslager ermordet wurde. Er studierte ab 1913 Naturwissenschaften an der Universität Lemberg, nach zwischenzeitlicher Teilnahme am Ersten Weltkrieg von 1916 bis 1918  nahm er seine Studien wieder auf und wechselte nach Wien, wo er 1921 promoviert wurde. Nach kurzfristiger Krankenhaustätigkeit kam er an das Physiologische Institut der Universität Wien. Dort habilitierte er sich. Nach dem „Anschluss“ Österreichs an das nationalsozialistische Deutschland wurde er als Jude verfolgt und flüchtete im Juni 1938 zunächst nach Frankreich, 1941 in die USA, wo er 1941 am Department of Biochemistry der Columbia University in New York ein Gaststipendium erlangte. Von 1943 bis 1947 war er dort Research Fellow, dann 1947/1948 Research Associate. 1948 avancierte er an der Columbia University zum Assistant Professor, 1952 zum Associate Professor; von 1957 bis zu seiner Emeritierung 1963 war er Full Professor für Biochemie. Seine Tochter ist die Schriftstellerin Irene Dische, seine Enkelin die Journalistin und Filmemacherin Emily Dische-Becker.
Im Jahr 1976 wurde Dische in die National Academy of Sciences gewählt.

## Werk
Dische befasste sich hauptsächlich mit dem Zuckerstoffwechsel und dessen medizinisch-biochemischer Analytik, insbesondere mit der kolorimetrischen Bestimmung von Zuckern.
Die von ihm entdeckte Farbreaktion von Desoxypentosen mit Diphenylamin trägt als Dische-Reaktion seinen Namen.

## Filmische Biografie
1985 wurde in langen Gesprächen mit dem 90-jährigen Zacharias Dische das Material für einen Dokumentarfilm gedreht, der unter dem Titel „Zacharias“ im ZDF in der Reihe Das kleine Fernsehspiel ausgestrahlt wurde.